# Édouard Bousquet
Pour les articles homonymes, voir Bousquet.
Édouard Bousquet est un homme politique né le 8 juillet 1879 à Montélimar et décédé le 7 février 1954 à Mende.

## Biographie

### Carrière
Il est élu député de la Lozère sous l'étiquette conservatrice de la Fédération républicaine en 1932, et réélu en 1936. Durant la même période, il est premier adjoint au maire de Mende.
Le 10 juillet 1940, il vote en faveur de la Remise des pleins pouvoirs au Maréchal Pétain.
Il ne retrouve pas de mandat parlementaire sous la Quatrième République.

## Sources
- « Édouard Bousquet », dans le Dictionnaire des parlementaires français (1889-1940), sous la direction de Jean Jolly, PUF, 1960 [détail de l’édition]